# Roberto Reynero
Roberto Alex Reynero Fuentes (Chile, 1 de enero de 1965) es un exfutbolista chileno. Jugaba de defensa y militó en diversos clubes de Chile. Era conocido como "el príncipe" y es recordado por ser el capitán de Universidad de Chile en la única temporada que tuvo el equipo en Segunda División el año 1989.
Su hijo Felipe Reynero actualmente es futbolista, defendiendo los colores de Coquimbo Unido.

## Trayectoria
Desarrolló gran parte de su carrera en la Universidad de Chile, llegando desde Chillán a los 16 años y en donde debutó durante la temporada 1983.En 1984 fue cedido a Rangers de la Primera División, para en 1985 regresar al equipo laico. En equipo azul estuvo hasta 1991, formando parte del plantel que descendió a la Primera B a fines de la temporada 1988 y fue el capitán cuando el equipo ascendió en 1989. En 1992 firmó con Deportes Temuco, do0nde estuvo por 6 temporadas, retirándose a fines de la temporada 1997.

## Clubes
| Club                 | País  | Año       |
| -------------------- | ----- | --------- |
| Universidad de Chile | Chile | 1983      |
| Rangers              | Chile | 1984      |
| Universidad de Chile | Chile | 1985-1991 |
| Deportes Temuco      | Chile | 1992-1997 |

## Palmarés

### Campeonatos nacionales
| Título           | Club                 | País  | Año  |
| ---------------- | -------------------- | ----- | ---- |
| Segunda División | Universidad de Chile | Chile | 1989 |

## Capitán de Universidad de Chile
| Predecesor: Patricio Reyes | Capitán de Universidad de Chile 1989-1990 | Sucesor: Mariano Puyol |